# 灣生回家 (書籍)
《灣生回家》為2014年10月遠流出版出品關於台灣歷史的相關書籍，2015年9月出版「全新增訂版」；作者是田中實加（中文名為陳宣儒），自稱灣生後裔、臺日混血第二代。田中實加也是同名紀錄片《灣生回家》的監製，該片於2015年10月16日在台灣上映。
本書內容為記錄1895年至1946年間在臺灣出生的日本人，包括日臺通婚者所生下之子女。在1945年12月中旬至1946年4月間止，日本政府為配合國民政府之命令，除技術人員、教師、醫師等必要留用之人外，其餘皆必須留下財產（僅可帶走簡單的生活必需品）引揚歸國。但由於國民政府政策，其後長達數十年的時間皆無法回台探親，這期間便發生許多生離死別的感傷故事。
本書獲得第39屆金鼎奬「非文學圖書奬」、2014年開卷好書獎「年度好書‧中文創作」。
遠流出版聲稱，由於造假、素材版權問題，確定《灣生回家》不再版，同時接受退書。

## 內容簡介
1895年，根據《馬關條約》，臺灣割讓給日本，也開啟了臺灣50多年的日本統治時期。這期間許多日本人移民來臺，在臺灣結婚生子，不僅僅是日本與日本，也包括日臺間的通婚；其所生下之子女，大多能使用台語等本地語言與臺灣漢人及原住民溝通。1945年第二次世界大戰，日本投降，在臺灣的日本移民第二代、第三代不得不面臨人生的重大選擇。
起初，由於當時臺灣局勢穩定，沒有臺灣人對日本人有不平對待與衝突；加上日本戰後經濟蕭條，且因戰事造成日本內地是缺油與饑荒，所以這些灣生們原本希望繼續留在臺灣，甚至有的灣生主動放棄日籍、將日本姓名改成漢名。但礙於國民政府之命令，非必要留用之人必須引揚歸國，使灣生被迫返回日本居住，也因此被迫與臺灣的親戚、好友、愛人分開。但返回日本後，灣生無法適應日本人族群環境與生活習慣，在學校上課、在職場上班都有受到程度不等的歧視、侮辱，也因此對「故鄉」的臺灣有深深的懷念。
另一方面，由於當時不捨子女返日吃苦，許多家長利用通婚、寄養將自己的小孩留在臺灣，因而產生許多的「灣妻」，有人為了避免被發現而終身不語；還有在孩童時期就被寄養的孩子，認為自己被父母拋棄，無法原諒父母。直到臺日間重新開放交流後，許多在臺出生的日本人返回臺灣，期待在人生的最後能夠再親眼看一眼「故鄉」，而留在臺灣的也期待再看一眼「故人」，卻發現物是人非……

## 作者爭議

### 假冒身份
在《灣生回家》出版時，作者田中實加宣稱自己是灣生後裔。但她的本名實為陳宣儒，在改名前本名為陳金燕，是臺灣高雄市小港區大林蒲人；父親為大林蒲人，母親是高雄市林園區人。
2013年5月24日，前《產經新聞》台北支局長吉村剛史撰文指控田中實加並非日本人，當時他認為田中實加可能患了堅信自己虛構故事的精神疾病，在報導時特意以「M」隱其姓名（Mika Tanaka）；他納悶，對於一個早就被揭穿說謊的人，台灣媒體為何被騙；故在《台灣電影2016年》揭露，田中實加（陳宣儒）並非如電影所述的日本人與灣生後代，而完全是臺灣人。2016年12月，田中實加受到冒用名畫的誠信質疑，其一併對於個人身世被輿論要求進行解釋。2016年12月23日，田中實加表示，她確實是灣生的後代。後續新聞媒體與PTT的爆料，田中實加（陳宣儒）大林蒲老家鄰居表示，陳宣儒父親是在地的大林蒲人，母親是林園區人；但陳宣儒究竟在哪出生、是否灣生後裔，鄰居低調說不知道，只稱是在高雄長大。2017年元旦，田中實加發表聲明稿承認身分造假，她是台灣人，本名為陳宣儒，其所稱外婆田中櫻代只是高中三年級時在高雄車站巧遇的路人。對於田中實加的聲明稿，吉村剛史仍有諸多質疑，他認為其中破綻連連。
在田中實加身分造假爭議發生後，中華民國文化部在2017年1月1日表示，將邀請專家討論是否追回《灣生回家》在2015年所得到的金鼎獎非文學圖書獎和圖書編輯獎。中華民國消費者文教基金會副董事長游開雄表示，田中實加身分造假吸引消費者購買《灣生回家》，構成廣告不實，購買該書的消費者可要求遠流出版退費；公平交易委員會副主任委員邱永和表示，會針對此案進行了解，若發現涉嫌廣告不實，就會主動立案調查。行政院消費者保護處副處長吳政學表示，這應不涉及商品瑕疵，而是文學價值判斷的差異；遠流出版董事長王榮文在臉書表達，出版《灣生回家》沒有錯誤，不會收回該書，但可能不會再版。但2017年1月3日，遠流出版致歉，並表示開放退書。

### 冒用他人作品
2016年12月，田中實加遭網友發現，其原本似乎以資助紀錄片為名「義賣」的畫作，實際上是臨摹其他名家的作品；之後田中實加在其個人臉書頁面為「盜圖」行為致歉。相當支持《灣生回家》的國立政治大學台灣文學研究所教授陳芳明痛斥，田中實加利用人的善良進行欺騙，為最險惡的行為。同時書籍與電影之間的關係也有爭議，紀錄片導演黃銘正2016年12月24日於其臉書頁面表示，書中有部分的照片以及文字紀錄是紀錄片拍攝團隊進行採訪後所得，田中實加以第一人稱觀點寫入書中。

## 相關
- 灣生
- 台灣日治時期日本移民村